# Kurumi Imai
Kurumi Imai (japanisch 今井 胡桃 Imai Kurumi; * 24. September 1999 in Ueda, Präfektur Nagano) ist eine japanische Snowboarderin. Sie startet in der Disziplin Halfpipe.

## Werdegang
Imai wurde 2014 und 2016 japanische Meisterin in der Halfpipe. Im Dezember 2014 errang sie bei der U.S. Revolution Tour in Copper Mountain den zweiten Platz und im folgenden Jahr den ersten Platz. Im Februar 2016 startete sie in Sapporo erstmals im Weltcup und belegte dabei den 14. Platz. In der Saison 2016/17 erreichte sie im Weltcup mit zwei Top-Zehn-Platzierungen, den neunten Platz im Halfpipe-Weltcup. Im Februar 2017 holte sie bei den Winter-Asienspielen in Sapporo die Bronzemedaille. Bei den Snowboard-Weltmeisterschaften 2017 in Sierra Nevada kam sie auf den 12. Platz. In der folgenden Saison siegte sie bei der U.S. Revolution Tour in Copper Mountain und errang bei den Olympischen Winterspielen 2018 in Pyeongchang auf den 15. Platz. In der Saison 2018/19 kam sie bei allen vier Weltcupteilnahmen unter die ersten Zehn, darunter Platz drei im Secret Garden Skiresort und erreichte damit den zehnten Platz im Freestyle-Weltcup und den fünften Rang im Halfpipe-Weltcup. Beim Saisonhöhepunkt, den Snowboard-Weltmeisterschaften 2019 in Park City, wurde sie Siebte. Im März 2019 gewann sie bei der Winter-Universiade in Krasnojarsk die Goldmedaille. In der folgenden Saison erreichte sie mit vier Top-Zehn-Platzierungen, den 19. Platz im Freestyle-Weltcup und den siebten Rang im Halfpipe-Weltcup. Bei den Winter-X-Games 2020 in Aspen gewann sie die Silbermedaille. In der Saison 2020/21 wurde sie bei den Winter-X-Games 2021 Vierte und bei den Snowboard-Weltmeisterschaften 2021 Achte. In der folgenden Saison errang sie bei den Winter-X-Games 2022 den vierten Platz und bei den Olympischen Winterspielen 2022 in Peking den 15. Platz.